# Asian Indoor & Martial Arts Games 2017/Medaillenspiegel
Im Medaillenspiegel der Asian Indoor & Martial Arts Games 2017 ist Gastgeber Turkmenistan mit 89 Goldmedaillen und 245 Medaillen insgesamt auf dem 1. Platz gelistet.

## Rangfolge
Die Platzierungen sind nach der Anzahl der gewonnenen Goldmedaillen sortiert, gefolgt von der Anzahl der Silber- und Bronzemedaillen (lexikographische Ordnung). Weisen zwei oder mehr Länder eine identische Medaillenbilanz auf, werden sie alphabetisch geordnet auf dem gleichen Rang geführt. Dies entspricht dem System, das vom Internationalen Olympischen Komitee (IOC) verwendet wird.
| Medaillenspiegel (nach 348 von 348 Entscheidungen) | Medaillenspiegel (nach 348 von 348 Entscheidungen) | Medaillenspiegel (nach 348 von 348 Entscheidungen) | Medaillenspiegel (nach 348 von 348 Entscheidungen) | Medaillenspiegel (nach 348 von 348 Entscheidungen) | Medaillenspiegel (nach 348 von 348 Entscheidungen) |
| Platz                                              | Land                                               | Gold                                               | Silber                                             | Bronze                                             | Gesamt                                             |
| -------------------------------------------------- | -------------------------------------------------- | -------------------------------------------------- | -------------------------------------------------- | -------------------------------------------------- | -------------------------------------------------- |
| 01                                                 | Turkmenistan                                       | 89                                                 | 70                                                 | 86                                                 | 245                                                |
| 02                                                 | Volksrepublik China                                | 42                                                 | 32                                                 | 23                                                 | 97                                                 |
| 03                                                 | Iran                                               | 26                                                 | 23                                                 | 59                                                 | 108                                                |
| 04                                                 | Kasachstan                                         | 28                                                 | 28                                                 | 40                                                 | 96                                                 |
| 05                                                 | Usbekistan                                         | 24                                                 | 33                                                 | 74                                                 | 131                                                |
| 06                                                 | Thailand                                           | 21                                                 | 20                                                 | 29                                                 | 70                                                 |
| 07                                                 | Südkorea                                           | 15                                                 | 11                                                 | 15                                                 | 41                                                 |
| 08                                                 | Kirgisistan                                        | 13                                                 | 20                                                 | 37                                                 | 70                                                 |
| 09                                                 | Vietnam                                            | 13                                                 | 8                                                  | 19                                                 | 40                                                 |
| 10                                                 | Hongkong                                           | 10                                                 | 11                                                 | 14                                                 | 35                                                 |
| 11                                                 | Indien                                             | 9                                                  | 12                                                 | 19                                                 | 40                                                 |
| 12                                                 | Chinesisch Taipeh                                  | 9                                                  | 7                                                  | 12                                                 | 28                                                 |
| 13                                                 | Mongolei                                           | 5                                                  | 10                                                 | 15                                                 | 30                                                 |
| 14                                                 | Vereinigte Arabische Emirate                       | 5                                                  | 4                                                  | 8                                                  | 17                                                 |
| 15                                                 | Katar                                              | 4                                                  | 4                                                  | 3                                                  | 11                                                 |
| 16                                                 | Irak                                               | 4                                                  | 3                                                  | 6                                                  | 13                                                 |
| 17                                                 | Tadschikistan                                      | 3                                                  | 14                                                 | 34                                                 | 51                                                 |
| 18                                                 | Saudi-Arabien                                      | 3                                                  | 5                                                  | 2                                                  | 10                                                 |
| 19                                                 | Philippinen                                        | 2                                                  | 14                                                 | 14                                                 | 30                                                 |
| 20                                                 | Japan                                              | 2                                                  | 5                                                  | 10                                                 | 17                                                 |
| 21                                                 | Unabhängige Olympiateilnehmer                      | 2                                                  | 4                                                  | 14                                                 | 20                                                 |
| 22                                                 | Pakistan                                           | 2                                                  | 3                                                  | 16                                                 | 21                                                 |
| 23                                                 | Brunei                                             | 2                                                  | —                                                  | 1                                                  | 3                                                  |
| 24                                                 | Jordanien                                          | 1                                                  | 2                                                  | 14                                                 | 17                                                 |
| 25                                                 | Sri Lanka                                          | 1                                                  | 2                                                  | 1                                                  | 4                                                  |
| 26                                                 | Afghanistan                                        | 1                                                  | 1                                                  | 10                                                 | 12                                                 |
| 27                                                 | Fidschi                                            | 1                                                  | 1                                                  | —                                                  | 2                                                  |
| 28                                                 | Syrien                                             | 1                                                  | —                                                  | 5                                                  | 6                                                  |
| 29                                                 | Malaysia                                           | —                                                  | 1                                                  | —                                                  | 1                                                  |
| 29                                                 | Marshallinseln                                     | —                                                  | 1                                                  | —                                                  | 1                                                  |
| 31                                                 | Libanon                                            | —                                                  | —                                                  | 4                                                  | 4                                                  |
| 32                                                 | Australien                                         | —                                                  | —                                                  | 2                                                  | 2                                                  |
| 33                                                 | Unabhängige Olympiateilnehmer                      | —                                                  | —                                                  | 1                                                  | 1                                                  |
| 33                                                 | Macau                                              | —                                                  | —                                                  | 1                                                  | 1                                                  |
| 33                                                 | Samoa                                              | —                                                  | —                                                  | 1                                                  | 1                                                  |
| 33                                                 | Singapur                                           | —                                                  | —                                                  | 1                                                  | 1                                                  |
| Total                                              | Total                                              | 348                                                | 349                                                | 590                                                | 1.287                                              |